# الكشف (حمص)
الكشف قرية في ناحية حسياء التابعة لمنطقة حمص في محافظة حمص في سوريا.